# Fuglsang (Hammel sogn)
 For alternative betydninger, se Fuglsang. (Se også artikler, som begynder med Fuglsang)
Fuglsang er en lille herregård som er dannet i 1870 af en tidligere skovridergård, Fuglsang er nu en avlsgård under Frijsenborg Gods. Gården ligger i Hammel Sogn i Favrskov Kommune. Hovedbygningen er opført i 1856 og tilbygget i 1885.
Fuglsang er på 132 hektar.

## Ejere af Fuglsang
- (1870-1882) Christian Emil lensgreve Krag-Juel-Vind-Frijs
- (1882-1923) Mogens Christian lensgreve Krag-Juel-Vind-Frijs
- (1923) Inger Dorthe komtesse Krag-Juel-Vind-Frijs gift von Wedell
- (1923-1958) Julius Carl Hannibal lensgreve von Wedell
- (1958-1982) Charles Bent Mogens Tido lensgreve von Wedell
- (1982-) Bendt Tido Hannibal lensgreve von Wedell